# Prăvălia groazei (film din 1986)
Prăvălia groazei (1986, în engleză Little Shop of Horrors) este un film muzical SF de groază de comedie neagră care a fost regizat de Frank Oz după un scenariu de Howard Ashman bazat pe muzicalul din 1982 Prăvălia groazei care la rândul său este bazat pe filmul omonim din 1960 de Roger Corman. În rolurile principale au interpretat actorii Rick Moranis, Ellen Greene și Vincent Gardenia.
A fost produs de studiourile The Geffen Film Company[*] și a avut premiera la 19 decembrie 1986, fiind distribuit de Warner Bros.. Coloana sonoră a fost compusă de Miles Goodman[*]. 
Cheltuielile de producție s-au ridicat la 25.000.000 $ și a avut încasări de 39.032.001 $.

## Rezumat
O plantă inofensivă la prima vedere se transformă într-o adevărată catastrofă. Un tânăr inocent își ia rolul în serios de îngrijitor al acesteia și hrănește planta cu sângele său. El botează planta cu numele iubitei sale. Dar, curând, totul devine un coșmar.

## Distribuție
Au interpretat actorii:

Rick Moranis
Ellen Greene[*]
Vincent Gardenia[*]
Steve Martin
Jim Belushi
John Candy
Bill Murray
Christopher Guest[*]
Michelle Weeks[*]
Tichina Arnold
Tisha Campbell[*]
Danny John-Jules[*]
Miriam Margolyes[*]
Paul Dooley[*]
Pam Ferris[*]
Frank Dux[*]
Alan Tilvern[*]
Bob Sherman[*]
Barbara Rosenblat[*]  .